# 石泉县
石泉县是中国陕西省安康市所辖的一个县，位于陕西南部，汉江沿岸。区域总面积为1525平方公里，常住人口約16万人。
明初該縣曾屬四川省夔州府大寧州。
著名的“鬼谷子”曾经修道的地方，便在该县北部的云雾山顶的天台观，被称为鬼谷岭。此处现已申报为省级森林公园。并辟为县级重要旅游景点，有三条公路直通其上。2004年曾在该县举行一次先秦文化及鬼谷子专题研讨会。

## 行政区划
石泉县下辖11个镇：
城关镇、饶峰镇、两河镇、迎丰镇、池河镇、后柳镇、喜河镇、熨斗镇、云雾山镇、中池镇和曾溪镇。

## 人口
2020年末，安康市第七次全国人口普查主要数据公报显示：石泉县常住人口为153221人，男性人口占比52.47%，女性人口占比47.53%，年龄结构中0-14岁占比17.09%，15-59岁占比59.82%，60岁以上占比23.09%，65岁以上占比16.31%。

## 交通
- 210国道、 316国道过境。